# Сабана-де-Торрес
Сабана-де-Торрес (исп. Sabana de Torres) — город и муниципалитет в северо-восточной части Колумбии, на территории департамента Сантандер. Входит в состав провинции Яригьес.

## История
Поселение, из которого позднее вырос город, было основано в 1920 году. Муниципалитет Сабана-де-Торрес был выделен в отдельную административную единицу в 1973 году.

## Географическое положение

Муниципалитет Сабана-де-Торрес

Город расположен в северной части департамента, в предгорьях Восточной Кордильеры, на расстоянии приблизительно 46 километров к северо-западу от города Букараманги, административного центра департамента. Абсолютная высота — 137 метров над уровнем моря.
Муниципалитет Сабана-де-Торрес граничит на севере и северо-востоке с территорией муниципалитета Рионегро, на западе — с муниципалитетом Пуэрто-Вильчес, на юго-западе — с муниципалитетом Барранкабермеха, на юге — с муниципалитетами Сан-Висенте-де-Чукури, Бетулия и Сан-Хуан-де-Хирон, на востоке — с муниципалитетом Лебриха. Площадь муниципалитета составляет 1428,36 км².

## Население
По данным Национального административного департамента статистики Колумбии, совокупная численность населения города и муниципалитета в 2015 году составляла 18 652 человека.
Динамика численности населения муниципалитета по годам:
| 2005   | 2006   | 2007   | 2008   | 2009   | 2010   | 2011   | 2012   | 2013   | 2014   | 2015   |
| ------ | ------ | ------ | ------ | ------ | ------ | ------ | ------ | ------ | ------ | ------ |
| 19 772 | 19 698 | 19 616 | 19 525 | 19 426 | 19 318 | 19 202 | 19 077 | 18 944 | 18 802 | 18 652 |

Согласно данным переписи 2005 года мужчины составляли 51,7 % от населения Сабана-де-Торреса, женщины — соответственно 48,3 %. В расовом отношении белые и метисы составляли 96,4 % от населения города; негры, мулаты и райсальцы — 3,4 %; индейцы — 0,2 %.
Уровень грамотности среди всего населения составлял 85 %.

## Экономика
Основу экономики Сабана-де-Торреса составляют сельское хозяйство и нефтедобыча.
69,1 % от общего числа городских и муниципальных предприятий составляют предприятия торговой сферы, 24 % — предприятия сферы обслуживания, 6,6 % — промышленные предприятия, 0,3 % — предприятия иных отраслей экономики.

## Транспорт
К западу от города проходит национальное шоссе № 45 (исп. Ruta Nacional 45).